# Berar
Berar var en provins i Brittiska Indien, bestående av distrikten Akola, Buldhana, Washim, Amravati, Ellichpur samt Wun, och utgör numera en del av delstaten Maharashtra, i landskapet Vidarbha.
Berars historiska ursprung är något oklart. Vid upprättandet av bahmanisultanatet på Deccan 1348 blev Berar en av fyra provinser. 1490 utropade Imad-ul-Mulk, guvernör över en del av Berar provinsen som självständig. Hans arvingar upprätthöll därefter ett sultanat i Berar till 1561, när en ny dynasti trädde till. Sultanatet erövrades sedan av Akbar den store. Sultanatet återupprättades kort av Malik Ambar för att återerövras av Shah Jahan. En längre nedgångsperiod inträdde för Berar, men välståndet återvände med britterna. Inte minst exporten av bomull till Nordamerika under amerikanska inbördeskriget gav ett ekonomiskt uppsving för Berar.